# Ingenhoven Associates
Ingenhoven Associates ist ein international tätiges Architekturbüro mit Hauptsitz in Düsseldorf; es ist auch in Singapur und Sydney vertreten.

## Geschichte
Das Architekturbüro wurde 1985 von Christoph Ingenhoven gegründet. Von 2000 bis 2004 bestand die Partnerschaft mit Jürgen Overdiek, die unter Ingenhoven Overdiek und Partner firmierte.
Seit 2019 befindet sich das Unternehmen im Besitz der Schweizer Energie- und Infrastrukturgesellschaft  BKW Energie AG.
Das Team von Ingenhoven Associates hat zahlreiche erste Preise in internationalen Wettbewerben sowie Auszeichnungen für realisierte Projekte gewonnen. Zu den wichtigsten realisierten Bauten zählen der RWE-Turm in Essen, das Lufthansa Aviation Center am Frankfurter Flughafen, der neue Hauptsitz der Europäischen Investitionsbank in Luxemburg, die Daniel Swarovski Corporation am Zürichsee sowie die Lanserhof Gesundheitsresorts. Der Hochhauskomplex Marina One in Singapur und der Neubau vom Hauptbahnhof Stuttgart sind die bis dato größten Projekte des Büros. Das Rathaus in Freiburg im Breisgau gilt zudem als weltweit erstes öffentliches Netto-Plusenergie-Gebäude.

## Bauwerke (Auswahl)

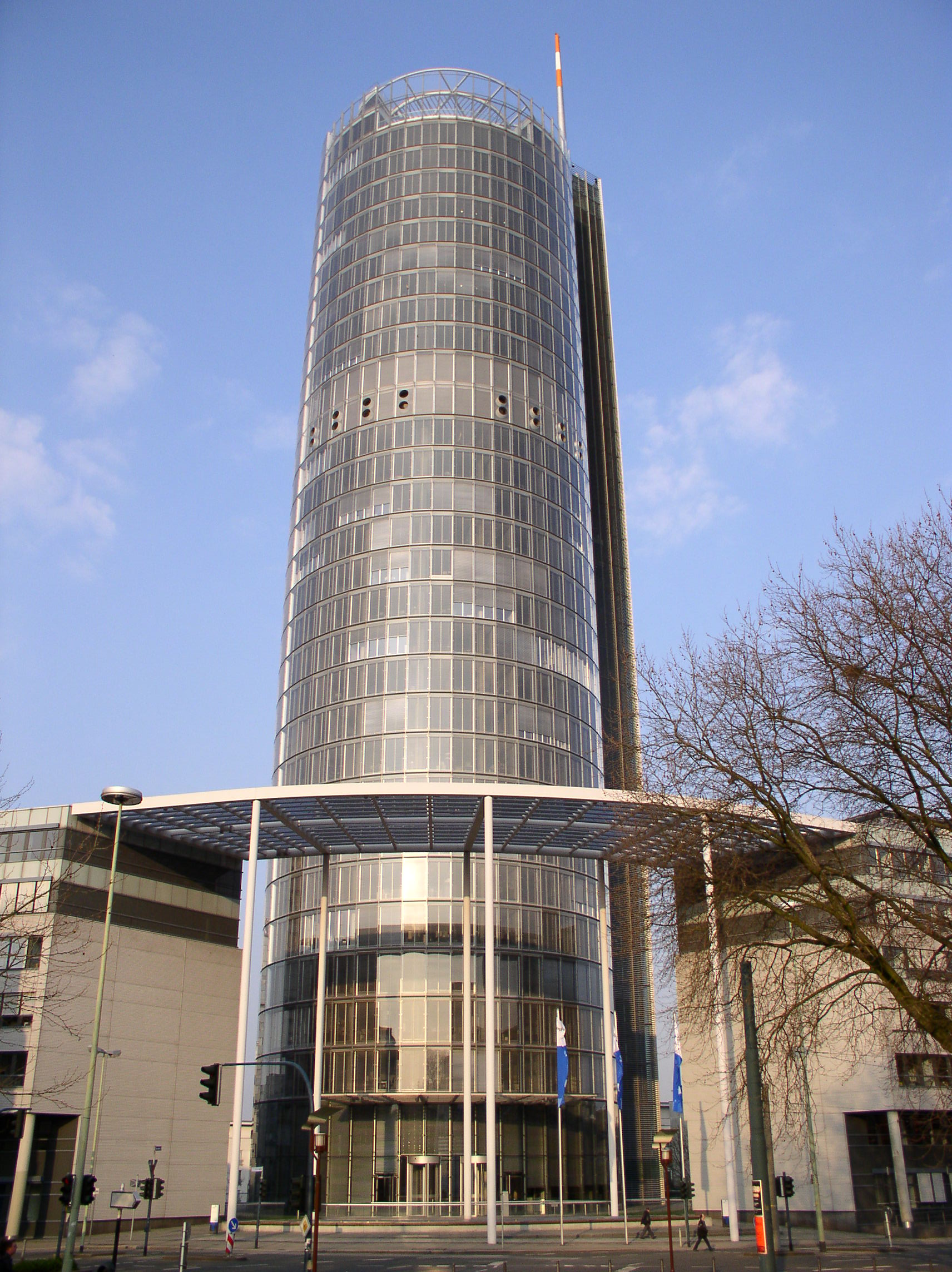
RWE-Turm in Essen (1996)

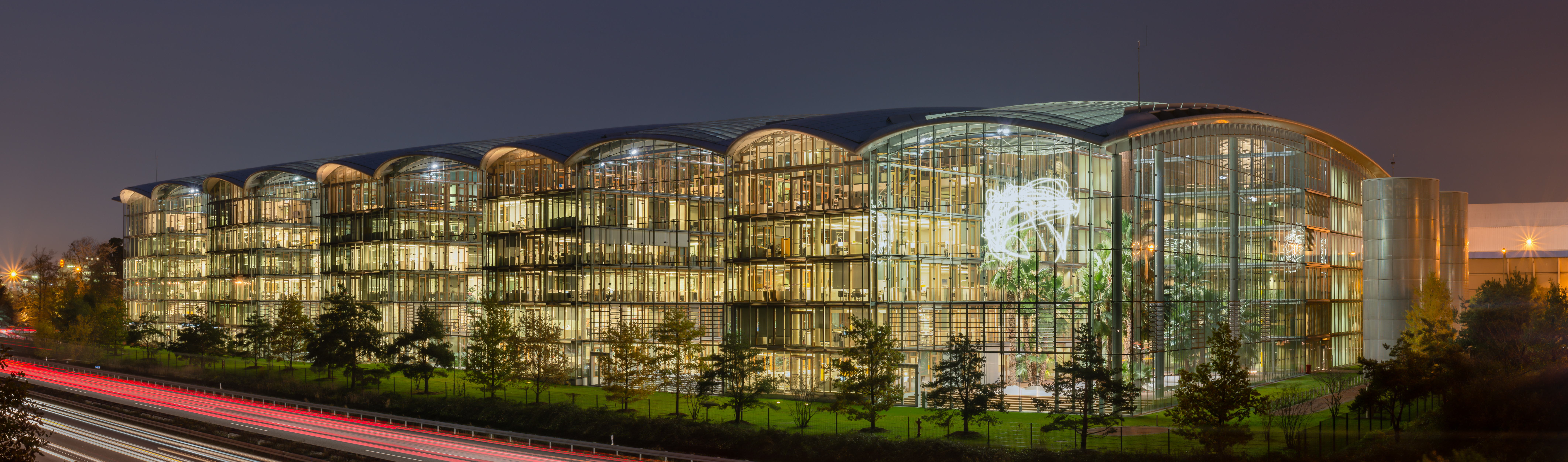
Lufthansa Aviation Center am Flughafen Frankfurt

- 1994–1997: RWE-Turm – Hauptverwaltung RWE AG in Essen
- 2000–2003: Aus-, Um- und Anbauten Kapuziner Karree in Aachen
- 2002–2004: Umbau des Burda Hochhauses in Offenburg
- 2003–2005: Peek & Cloppenburg in Lübeck
- 2003–2008: Europäische Investitionsbank in Luxemburg
- 2007–2009: Sky-Office in Düsseldorf
- 2006–2009: Oval am Kaiserkai, HafenCity in Hamburg
- 2008–2010: Oeconomicum der Heinrich-Heine-Universität in Düsseldorf
- 2008–2010: Swarovski-Haus Zürich, Marketingzentrale in Männedorf am Zürichsee[2]
- 2009–2011: 1 Bligh Street in Sydney, Australien
- seit 2010: Hauptbahnhof Stuttgart / Stuttgart 21
- 2014–2017: Technisches Rathaus in Freiburg im Breisgau
- 2011–2017: Marina One in Singapur[3]
- 2018–2019: Luxus-Hotel Capitol in Köln, Friesenplatz[4]
- 2017–2020: Kö-Bogen II in Düsseldorf[5]
- 2018–2022: Betonsilo Plange Mühle in Düsseldorf[6]
- 2018–2022: Fassade Calwer Passage Stuttgart[7]
- 2018–2022: Lanserhof Sylt[8][9]
- 2016–2022: Toranomon Hills Towers in Tokio[10]

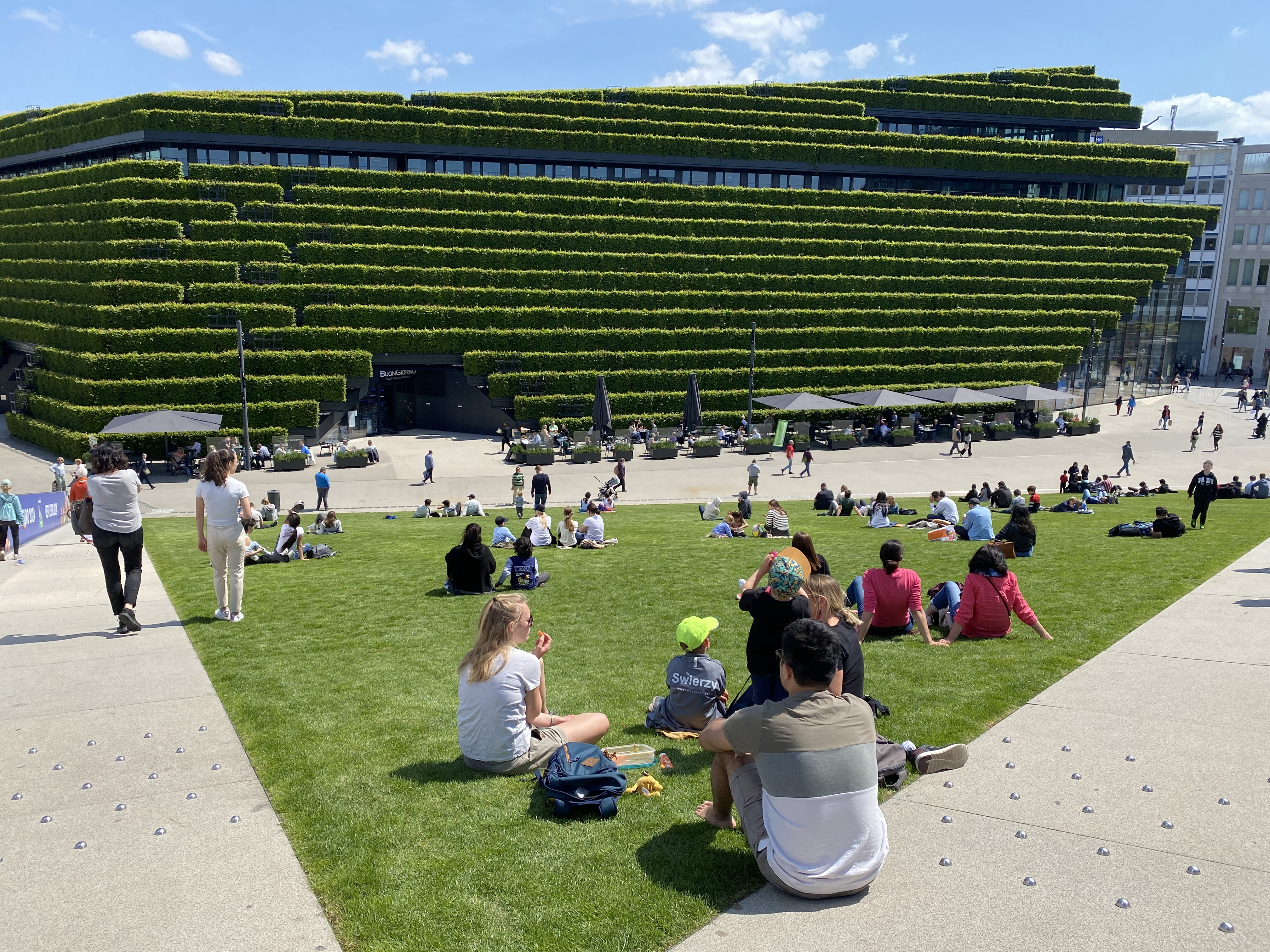
Rasendach vor dem Kö-Bogen II in Düsseldorf

- 2021–2023: Klinik Gut St. Moritz[11]

## Wettbewerbserfolge (Auswahl)
- 1997: Neuer Hauptbahnhof Stuttgart (Stuttgart 21)[12]
- 1998: Hauptverwaltung Stadtwerke Düsseldorf[13]
- 1999: Lufthansa Hauptverwaltung, Frankfurt Flughafen[14]
- 2002: Sky Office Düsseldorf[15]
- 2002: Europäische Investitionsbank, Luxembourg
- 2003: Neue Messe Hamburg[16]
- 2004: Breezé Tower, Osaka[17]
- 2006: 1 Bligh Street, Sydney
- 2007: Internationaler Realisierungswettbewerb „UCD Gateway“ (Campusgelände des University College Dublin)[18]
- 2008: International Criminal Court, Den Haag[19]
- 2012: Google Inc. Hauptquartier am Shoreline Boulevard in Mountain View, Palo Alto, Kalifornien[20]
- 2013: Rathausneubau Freiburg[21][22]
- 2014: Dom-Hotel Köln[23]
- 2018: 505 George Street Sydney[24][25]
- 2020: Wohnbebauung Am Oberwiesenfeld München[26]
- 2023: Deutsche Oper am Rhein - Opernhaus der Zukunft Düsseldorf[27][28]

## Auszeichnungen
2004
- BDA Architekturpreis NRW 2004, Auszeichnung, Gira Produktionsgebäude, Radevormwald
- Auszeichnung – Preis des Deutschen Stahlbaues 2004, Gira Produktionsgebäude, Radevormwald
- RIBA Awards 2004, Burda Parkhaus Offenburg

2005
- Holcim Awards for Sustainable Construction, Silver, Europe, Hauptbahnhof Stuttgart[29]
- Auszeichnung vorbildlicher Bauten des Landes NRW 2005, Stadtwerke Düsseldorf Hauptverwaltung[30]
- MIPIM Architectural Review Future Project Awards 2005, Best of Show, Big Urban Projects, Winner, Hauptbahnhof Stuttgart[31]
- Architekturpreis Zukunft Wohnen 2004, Special Award, Wohnbebauung Innenhafen Duisburg[32]
- iF design award 2005, Gira ITS30, Task Area Leuchte FREELINE[33][34]

2006
- Holcim Awards for Sustainable Construction, Gold, Global, Hauptbahnhof Stuttgart[35]

2007
- iF communication design award 2007, corporate architecture, Leitsystem for Lufthansa Hauptverwaltung, Frankfurt Flughafen[36]
- BDA-Preis Schleswig-Holstein 2007, Auszeichnung, Geschäftshaus P&C Lübeck[37]
- 2007 International Architecture Award, Chicago Athenaeum - Museum of Architecture and Design Hauptbahnhof Stuttgart[38]
- MIPIM Architectural Review Future Project Awards 2007, highly commended, European Investment Bank Luxembourg[39]
- Designpreis der Bundesrepublik Deutschland 2007, Nominierung, Internetauftritt Ingenhoven Architekten[40]
- mfi-Preis „Kunst am Bau“ 2007, Aluminium-Pagodenturm (Michael Beutler) im Lufthansa Hauptverwaltung, Frankfurt Flughafen[41]
- reddot design award - communication design, Broschüre: Ingenhoven Architekten – Pictures[42]
- Hypo Real Estate Architekturpreis für vorbildliche Gewerbebauten 2006, Auszeichnung, Peek & Cloppenburg Geschäftshaus, Lübeck[43]
- contractworld.award 2007, Shortlist „Office“, Gira Produktionsgebäude, Radevormwald[44]

2008
- International Architecture Award, Chicago Athenaeum - Museum of Architecture and Design, Lufthansa Aviation Center, Frankfurt Flughafen[45]
- RIBA European Award 2008, Lufthansa Hauptverwaltung, Frankfurt Flughafen
- Premio Internazionale Architettura Sostenibile 2008, Fassa Bortolo, Lufthansa Hauptverwaltung, Frankfurt Flughafen[46]
- BDA-Preis „Große Nike“ 2008, Nominierung, Gira Produktionsgebäude, Radevormwald[47]
- iF product design award 2008, Carpet Concept Teppichbodensystem ISY[48]
- Designpreis der Bundesrepublik Deutschland 2008, Nominierung, Broschüre: Ingenhoven Architekten – Pictures[49]

2011
- Verzinkerpreis 2011 Anerkennung in der Kategorie Architektur für das Oeconomicum, Düsseldorf[50]

2012
- Internationaler Hochhauspreis (zusammen mit Ray Brown/Architectus und dem General Manager Development der Bauherrschaft Dexus Property Group) für 1 Bligh Street, Sydney[51]
- CTBUH Best Tall Building Award für 1 Bligh Street, Sydney[52]

2014
- Luxury Hotel Awards 2014, Lanserhof, Tegernsee
- European Hotel Design Award, Lanserhof, Tegernsee
- European Hospitality Award, Lanserhof, Tegernsee
- Iconic Awards, Lanserhof, Tegernsee

2015
- German Design Award Special Mention 2015, Kategorie „Excellent Communications Design, Architecture and Urban Space“, Lanserhof, Tegernsee
- iF Design Award 2015, Lanserhof, Tegernsee
- World Spa & Wellness Awards 2015, „Destination Spa of the Year – Western Europe & Scandinavia“, Lanserhof, Tegernsee
- Tatler Spa Award 2015, Lanserhof, Tegernsee
- GREEN GOOD DESIGN Award 2015, Lanserhof, Tegernsee
- World Architecture Festival, „highly commended“ Marina One, Singapur

2018
- CTBUH Best Tall Building Award of Excellence für Marina One, Singapur[53]

2021
- Prix Versailles für Kö-Bogen II, Düsseldorf[54]

2022
- MIPIM Asia Awards Bronze Winner, Best Mixed-Use Development, Toranomon Hills, Tokio[55]

2023
- MIPIM Awards 2023 Winner, Best Hospitality, Leisure and Tourism Project, Lanserhof Sylt[56]
- MIPIM Awards 2023 Finalist, Best Refurbished Building, Betonsilo Plange Mühle Düsseldorf[57]
- Green Good Design Award 2023, Toranomon Hills, Tokio[58]
- AHEAD Awards Best Newbuilt Hotel Lanserhof Sylt[59]
- Beispielhaftes Bauen Stuttgart 2019–2023, Calwer Passage[60]
- WAF Award 2023, Hotel & Leisure, Lanserhof Sylt[61]